# Enima
Die Enima war ein Volumenmaß auf Sardinien. Neben den etwa 1850 eingeführten französischen Maßen galt dieses noch parallel.
Getreide
- 1 Enima = 8 Coppi = 23,055 Liter
- 1 Enima = 2,5 Rubi = 750 Onze (Gewicht) = 23,055 Liter

Flüssigkeiten
- 1 Emina = 8 Coppi = 23,008 Liter
- 5 Emine = 1 Sacco[1] = etwa 115,027 Liter[2]